# PyChess
PyChess es un programa de ajedrez (o cliente de ajedrez) por computadora publicado como software libre con licencia GPL. PyChess incluye su propio motor de ajedrez, permitiendo así al usuario jugar contra la máquina, contra otro jugador y también jugar en internet utilizando el Servidor de Ajedrez Gratuito por Internet (FICS).

## Historia
El desarrollo de PyChess fue iniciado por Thomas Dybdahl Ahle en 2006, y la primera versión publica fue lanzada el 13 de septiembre de 2006. Esta versión inicial incluía pocas opciones para jugar ajedrez y estaba respaldada solamente por el motor de ajedrez.
A finales de 2006 PyChess estuvo cerca de formar parte de GNOME Games, que estaban realizando una encuesta de uso de nuevos juegos que aspiraban a incluir en la suite. Como GNOME Games estaba casi recién empezando, se eligió utilizar glChess, que logró solucionar su dependencia de aceleración de hardware antes del final de la prueba. Hoy, glChes todavía es desarrollado como una parte de GNOME Games. Posteriormente se habló de fusionar los dos programas, pero los desarrolladores decidieron que apuntaban a segmentos de usuarios diferentes, con PyChess apuntando a usuarios más avanzados.
Pychess ha crecido en forma sostenida desde 2006, con una actividad de desarrollo cada vez mayor año tras año, y costaría más de 500.000 dólares desarrollarlo hoy en términos de las horas hombre necesarias para desarrollar una base de código de este tipo.
Para el año 2011, era el séptimo cliente más usado para acceder al Servidor de Ajedrez Gratuito por Internet, aun siendo el único servidor de ajedrez disponible para Linux que no está basado en la red.
En 2015 fue lanzada la versión de PyChess para Microsoft Windows en un instalador todo en uno.

### Origen de su Nombre
Su nombre proviene de Python, lenguaje en el que fue programado, y «Chess», que es como se escribe ajedrez en idioma inglés. Los nombres de las versiones de PyChess son nombradas con los nombres de grandes maestros de Ajedrez.

### Versiones
La primera versión publica de PyChess fue la 0.2, posteriormente fue lanzada la versión 0.4.
PyChess 0.6 se desarrolló en 2006 y fue concluida el 11 de abril de 2007, esta versión incluye un nuevo sistema de animación y la opción de arrastrar y soltar.
PyChess Philidor: La versión 0.8 de PyChess recibe el nombre del ajedrecista François-André Danican Philidor. Esta versión incluye soporte para juegos en línea en servidores FICS, funciones de deshacer y cortar, entre otras nuevas funciones. Esta versión fue concluida el 19 de febrero de 2008.
PyChess Staunton: La versión 0.10 de PyChess recibe el nombre del ajedrecista Howard Staunton. Esta versión incluye el soporte de chat para las partidas en línea.
PyChess Andersen: La versión 0.11 de PyChess recibe el nombre del ajedrecista alemán Adolf Anderssen. Esta versión incluye el soporte de chat para las partidas en línea. La primera versión final de Anderssen fue lanzada el 23 de octubre de 2015 incluyendo además el ejecutable de PyChess para Windows.

## Características
Se puede jugar contra muchos motores de ajedrez en los formatos CECP y UCI en muchos niveles de dificultad.
Soporta los juegos en línea de los servidores FICS.
Se puede pausar el juego para retirase y continuar la jugada al regresar. Si se pone pausa en modo en línea, debe esperarse a que el contrincante acepte la propuesta de pausa.
Las imágenes y partidas pueden ser exportadas a formatos PNG, EPD y FEN, los dos últimos formatos de ajedrez.
PyChess ha sido traducido a más de 33 lenguajes.

## Logo
El logo actual de PyChess fue contibuido por Karol Kreński en 2007. La versión original de Karol fue modificada para darle una expresión más tranquila.

## Premios
En 2009 PyChess ganó Les Trophées du libre en París, en la categoría de Computación para Hobbies.